# Fruticultura
A fruticultura é o ramo da agricultura que visa produzir economicamente e racionalmente frutos em geral com o intuito de comercializar os mesmos.
A fruticultura é uma atividade com grande importância para a humanidade, tanto considerando os aspectos econômicos e sociais, como por representar uma importante fonte de nutrientes.

## Produção Mundial de Frutas
Segundo dados da FAO, em 2017 a produção comercial mundial de frutas em geral foi de cerca de 865 milhões de toneladas em área aproximada de 65 milhões de hectares. A China destaca-se com cerca de 30% de toda a produção mundial de frutas e 24% da área cultivada comercialmente no mundo.
A tabela a seguir mostra os 20 maiores produtores mundiais de frutas destinadas ao comércio no ano de 2017:
Nota: Esta tabela lista os 20 países com maior volume de Produção (milhões de toneladas), sendo que os quesitos Área Colhida e Rendimento devem ser utilizados apenas para comparação entre os 20 países.
|    |
| -- |
| 1  |
| 2  |
| 3  |
| 4  |
| 5  |
| 6  |
| 7  |
| 8  |
| 9  |
| 10 |
| 11 |
| 12 |
| 13 |
| 14 |
| 15 |
| 16 |
| 17 |
| 18 |
| 19 |
| 20 |

| País           | Produção (milhões de toneladas) | Área Colhida (milhões de hectares) | Rendimento médio (ton/ha) |
| -------------- | ------------------------------- | ---------------------------------- | ------------------------- |
| China          | 262,04                          | 15,97                              | 16,41                     |
| Índia          | 92,30                           | 7,11                               | 12,99                     |
| Brasil         | 39,88                           | 2,18                               | 18,28                     |
| Estados Unidos | 26,51                           | 1,16                               | 22,80                     |
| Turquia        | 23,15                           | 1,38                               | 16,73                     |
| México         | 21,86                           | 1,43                               | 15,30                     |
| Indonésia      | 19,52                           | 0,78                               | 25,01                     |
| Espanha        | 18,39                           | 1,57                               | 11,69                     |
| Irão           | 17,39                           | 1,24                               | 14,02                     |
| Filipinas      | 16,58                           | 1,58                               | 10,48                     |
| Itália         | 16,34                           | 1,13                               | 14,41                     |
| Egito          | 15,48                           | 0,68                               | 22,61                     |
| Colômbia       | 12,31                           | 0,88                               | 13,97                     |
| Nigéria        | 11,91                           | 1,94                               | 6,13                      |
| Tailândia      | 11,45                           | 1,26                               | 9,06                      |
| Vietname       | 9,00                            | 0,66                               | 13,63                     |
| França         | 8,87                            | 0,88                               | 10,13                     |
| Equador        | 7,99                            | 0,37                               | 21,48                     |
| Argentina      | 7,76                            | 0,48                               | 16,34                     |
| África do Sul  | 6,87                            | 0,30                               | 23,09                     |

### Mercado no Brasil
O mercado de frutas do Brasil movimenta aproximadamente US$ 100 milhões.
O Brasil hoje é o maior exportador de laranja, mas também se destaca como um dos maiores exportadores de banana e mamão.